# Robert Kinsey
Robert Kinsey es un personaje de la serie Stargate SG1, interpretado por Ronny Cox.
Ocupa la posición de Presidente del Comité de Aprovisionamiento del Senado de los Estados Unidos entre las temporadas 1 a 7. Kinsey se encarga de supervisar el reparto anual de fondos estatales a las diferentes agencias, departamentos y organizaciones gubernamentales. Por ello, Kinsey es también uno de los principales supervisores del presupuesto de defensa nacional en el Congreso. Así pues, Kinsey se ha preocupado especialmente en averiguar y determinar meticulosamente los requerimientos y gastos en materia de defensa, particularmente en los proyectos secretos como el Programa Stargate. 
El senador Kinsey apareció por primera vez en el episodio Políticas, cuando consiguió cerrar brevemente el Comando Stargate ignorando los avisos sobre una invasión Goa'uld inminente y sobreestimando la capacidad tecnológica de la Tierra para hacer frente a un ataque directo. Aunque el programa es reactivado de nuevo más tarde, Kinsey permanece como uno de los antagonistas principales de la serie, al intentar primero cerrar el programa y luego controlarlo. 
Más adelante se descubre que está implicado con el NID, una agencia gubernamental que proporciona supervisión civil de las operaciones militares más secretas. Kinsey y el NID están obsesionados con controlar el programa Stargate, aludiendo a su falta de efectividad a la hora de vencer a los Goa'uld, y para ello consiguen forzar al General Hammond a abandondar la comandancia del CSG, aunque solo por breve tiempo, ya que Jack O'Neill descubre los planes de Kinsey, y lo amenaza con revelar todo a la prensa sino reintegra a Hammond.
La ambición de Kinsey es convertirse en Presidente de los Estados Unidos, lo cual de hecho logra en un futuro alterno (año 2010) donde la Tierra forja una alianza con los Aschen, una civilización humana que en realidad planeaba apoderarse del planeta, esterilizando a la población. Si bien esa alianza no se concreta gracias a un mensaje enviado al año 2000 por el SG-1, el CSG igualmente hace contacto con los Aschen durante el 2001, y Kinsey resulta ser uno de los que propician aliarse con ellos. Sin embargo, SG-1 descubre las intenciones de los Aschen, y la alianza se cancela para mucha molestia de Kinsey.
Kinsey llega al puesto de Vicepresidente en el episodio Inauguración. Intentó manipular a la doctora Elizabeth Weir para que estuviera de su parte cuando ésta tomó el control del Comando Stargate, sin conseguirlo, y finalmente fue obligado a presentar su dimisión ante el presidente Hayes tras su conducta ante el ataque de Anubis a la Tierra (ordenar a Weir que abriera el Stargate para que él pudiera escapar, pese al gran riesgo existente).